# Erigone angela
Erigone angela là một loài nhện trong họ Linyphiidae.
Loài này thuộc chi Erigone. Erigone angela được Ralph Vary Chamberlin & Wilton Ivie miêu tả năm 1939.